# Gakuen Heaven
Gakuen Heaven (学園ヘヴン Gakuen Hevun?) es una franquicia de videojuegos japonesa de género yaoi, originalmente lanzada por la compañía Spray. El primer juego, Gakuen Heaven: Boy's Love Scramble, fue lanzando para PC el 2 de agosto de 2002 y luego le seguirían dos adaptaciones más en formato para PlayStation 2 y PlayStation Portable. Una secuela titulada Gakuen Heaven: Boy's Love Scramble - Type B, fue lanzada el 22 de julio de 2004, mientras que en 2005 fue lanzada la tercera y última entrega de la franquicia, Gakuen Heaven: Okawari.
El 10 de marzo de 2004, salió a la venta el primer volumen de la adaptación a manga, el cual fue escrito e ilustrado por You Higuri y publicado por la editorial Biblos. Una adaptación a serie de anime fue estrenada el 1 de abril de 2006 y finalizó el 24 de junio de ese mismo año, con un total de trece episodios emitidos. En 2014, doce años después del lanzamiento del primer juego, fue lanzado un nuevo juego titulado Gakuen Heaven 2: Double Scramble!, el cual cuenta con nueva historia y personajes, así como también con la aparición de algunos de los personajes originales.

## Argumento
La historia narra la vida de Keita Itō, un adolescente que recibe una "invitación platino" para ingresar a la prestigiosa Academia Bell Liberty, una escuela que se caracteriza por albergar alumnos destacados en ciertas actividades (pintura, música, tenis, arquería, ciclismo, etc). Keita acepta la invitación a pesar de no estar muy seguro y de tener dudas acerca de la proposición, debido a que no tiene ninguna capacidad especial que le caracterice. Keita es recogido por Tetsuya Niwa, el presidente del consejo estudiantil, y a partir de entonces es muy bien recibido por todos en la Academia BL. 
En la escuela, Keita se siente intimidado por no ser especial, pero gracias a la ayuda de su primer amigo, Kazuki Endō (quien se muestra muy cariñoso con él), Keita logra salir adelante. Lo que Keita no sabe es que a pesar de ser un estudiante, Kazuki es en realidad el dueño y presidente de la prestigiosa escuela, además de ser el responsable de su llegada a la academia para cumplir una promesa hecha en la infancia a su amnésico amigo Keita, quien no lo recuerda.

## Personajes
Keita Itō (伊藤 啓太 Itō Keita?)
Voz por: Jun Fukuyama
Es el protagonista principal de la historia. Durante la mitad del año escolar, Keita recibió una carta de admisión para la prestigiosa Academia Bell Liberty, una escuela para hombres con estudiantes excepcionales. A pesar de ser un joven promedio sin ningún tipo de habilidad especial, Keita es una persona muy cálida y amable. La única habilidad que creía tener era suerte y parece haber olvidado quién es realmente Kazuki, de quien es amigo desde la infancia. Cuando era niño, contrajo el mismo virus que Hiroya Yoshizumi y se presume que es la razón de su pérdida de memoria.
Kazuki Endō (遠藤 和希 Endō Kazuki?)
Voz por: Takahiro Sakurai
Es el compañero de clase de Keita y el primer amigo que este logró hacer en la Academia BL. Lleva una doble vida como estudiante de la academia y otra como el director de dicha escuela. Los últimos deseos del anterior director de la escuela (el abuelo de Kazuki) eran que su nieto le sucediera en su posición. Su conducta inofensiva y amable no traiciona el hecho de que es un excelente ejecutivo que sabe muy bien lo que quiere para su escuela. Su verdadero apellido es Suzubishi, pero utiliza el de su madre para guardar las apariencias. También forma parte del club de manualidades. Más tarde, se revela que en realidad es un amigo de la infancia de Keita quien le prometió que en el futuro ambos asistirían a la misma escuela.
Kaoru Saiōnji (西園寺 郁 Saiōnji Kaoru?)
Voz por: Hiroshi Kamiya
Es el presidente del departamento de tesorería de la escuela. Dueño de una belleza andrógina, comparte la misma cantidad de influencia que Tetsuya Niwa, el presidente del consejo estudiantil, y comúnmente es llamado bajo el nombre de "Reina" por los estudiantes. Es extremadamente inteligente, pero tiene un muy mal desempeño en los deportes y todo lo que involucre actividad física. Es muy unido a Omi, de quien es amigo desde la primaria, yendo incluso tan lejos como para hacerle hackear el servidor de la academia cuando este no recibió su invitación platino. A pesar de ser llamado "Reina", odia cuando alguien lo trata como una mujer.
Tetsuya Niwa (丹羽 哲也 Niwa Tetsuya?)
Voz por: Katsuyuki Konishi
Es el presidente del consejo estudiantil. Niwa es un joven que sobresale en casi todo lo que hace, desde estudios académicos hasta deportes y materias extracurriculares; siendo conocido como "Rey" en la academia. Regularmente descuida sus deberes dejándolos hasta el último minuto, para gran disgusto de Hideaki. También tiene una tendencia a llamar a Kaoru "Kaoru-chan", quien lo golpea por llamarlo de esa manera. En el manga, Niwa es el principal interés amoroso de Keita.
Omi Shichijō (七条 臣 Shichijō Omi?)
Voz por: Tomohiro Tsuboi
Omi es el mejor amigo de Kaoru desde que ambos eran niños. Es mitad japonés y mitad estadounidense, habiendo nacido en Estados Unidos y emigrado a Japón algún tiempo después. Es extremadamente talentoso en el área de la informática, aunque puede llegar a ser bastante peligroso cuando quiere. Ayuda a Kaoru en la administración del departamento de tesorería y usualmente se riñe con Hideaki, quien se refiere a él como un "perro". Es el único estudiante que ingresó a la escuela sin recibir la "invitación platino". 
Hideaki Nakajima (中嶋 英明 Nakajima Hideaki?)
Voz por: Toshiyuki Morikawa
Es el vicepresidente del consejo estudiantil y asistente de Niwa. Es una persona de carácter frío y calculador quien se encarga principalmente de los ordenadores y al parecer, no se lleva nada bien con Kaoru y mucho menos con Omi, además de tratar de hackear la base de datos de la tesorería casi siempre. En algunas ocasiones, Niwa le apoda "Hide". A pesar de parecer sacosímil y cruel con los demás, ha demostrado preocuparse por Niwa.
Yukihiko Naruse (成瀬 由紀彦 Naruse Yukihiko?)
Voz por: Shin'ichirō Miki
El es capitán del club de tenis. Es un eterno enamorado y desde que Keita arribó a la academia se enamoró de este y se decidió a conquistarlo. Sus constantes galanterías le ganan la amistad de Keita, a quien llama cariñosamente "Honey" ("cariño"), y siempre intenta invitarlo a salir con él.
Kōji Shinomiya (篠宮 紘司 Shinomiya Kōji?)
Voz por: Ryōtarō Okiayu
Es el capitán del club de arquería. Es una figura muy responsable y también es el jefe de los dormitorios, siempre se le ve junto a Takuto y se podría decir que es la persona más cercana a él.
Takuto Iwai (岩井 卓人 Iwai Takuto?)
Voz por: Hirofumi Nojima
Es un joven pintor y dibujante, presidente del club de arte. Su mirada es triste y siempre se le ve con un aire permanente de melancolía. Apenas habla y sus pensamientos son depresivos hasta que conoce a Keita, por quien vuelve a sentir deseos de dibujar. La persona más cercana a él es Kōji, a quien parece amar no tan secretamente.
Shunsuke Taki (滝 俊介 Taki Shunsuke?)
Voz por: Ken'ichi Suzumura
Es un excelente ciclista que ocupó el tercer lugar en el Torneo Nacional de Ciclismo, y cuya habilidad se centra en los deportes extremos. También actúa como mensajero en la Academia BL a cambio de tickets de comida para el almuerzo.
Satoshi Umino (海野 聡 Umino Satoshi?)
Voz por: Tomoko Kawakami
Es un joven prodigio, profesor de biología de la Academia BL. A pesar de lucir como un estudiante de secundaria, en realidad es mayor que todos los alumnos en la escuela. Es muy bueno en el área de la investigación, pero apenas puede cuidar de sí mismo debido a que es muy distraído. También posee una enorme fuerza como resultado de cargar constantemente a su pesado gato, Tonosama, a donde quiera que vaya.
Kakeru Ozawa (小澤 翔 Ozawa Kakeru?) y Wataru Ozawa (小澤 渉 Ozawa Wataru?)
Voz por: Ken Takeuchi (Kakeru) y Takahiro Mizushima (Wataru)
Son un par de gemelos que inicialmente se burlaban de Keita por no tener ninguna habilidad especial. Kakeru y Wataru jamás son vistos separados del otro y casi siempre se meten en problemas, aunque han demostrado ser bastante cobardes. Son miembros del club de tenis y usualmente juegan en pareja, lo cual es su especialidad. Más adelante, ambos se muestran más cariñosos con Keita, pero no admiten esto sino hasta el último episodio, cuando le dicen que podrían convertirse en sus amigos.
Jin Matsuoka (松岡 迅 Matsuoka Jin?)
Voz por: Ken Narita
Es el enfermero de la academia. Es, en un comienzo, la persona más cercana a Kazuki y se muestra muy amable con los estudiantes. Posteriormente secuestra a Keita con el fin de utilizarlo para intentar despertar a Hiroya Yoshizumi de su coma, puesto que tanto este como Hiroya habían contraído el mismo virus y Keita logró recuperarse. Al enfrentarse con Kazuki, revela que siempre había amado a Hiroya pero que nunca había sabido como expresárselo y luego había sido demasiado tarde. También se sabe que Hiroya fue la razón por la cual Jin se dejó crecer el cabello, puesto que este le había dicho que le gustaba ver su cabello largo y sedoso.
Hiroya Yoshizumi (吉住 比呂哉 Yoshizumi Hiroya?)
Voz por: Daisuke Kirii
Es un joven que solía trabajar junto a Jin para la compañía Suzubishi y que fue infectado accidentalmente con un virus desconocido que le dejó en coma. Keita también contrajo el mismo virus que él, pero se presume que en su caso no fue tan severo y logró recuperarse, aunque perdió parcialmente la memoria. Al inicio de la serie, Hiroya aún permanece en coma mientras Jin busca desesperadamente una forma de ayudarlo. Esto posteriormente le conduce a secuestrar a Keita luego de descubrir que también había enfermado debido al virus, pero gracias a la intervención de Kazuki, Jin fue detenido de cometer una locura. Cerca del final de la serie, se muestra que Hiroya finalmente despierta y se reencuentra con un angustiado y sorprendido Jin, confirmando a la vez que sus sentimientos son mutuos.
Tonosama (殿様?)
Es el gato de Satoshi. Tonosama es un gato grande y gordo (pesa un total de trece kilos), a quien siempre le gusta escaparse, razón por la cual Omi creó un collar rastreable para que Satoshi pudiera encontrarlo sin problemas. A Tonosama le gusta saltar al pecho de Keita haciéndolo caer al suelo cada vez.

## Videojuegos
| Versión                                   | Plataforma                           | Distribuidor     | Fecha                    |
| ----------------------------------------- | ------------------------------------ | ---------------- | ------------------------ |
| PC Gakuen Heaven: Boy's Love Scramble     | Windows 95/98/2000/Me/XP, Mac OS 8/9 | SPRAY            | 2 de agosto de 2002      |
| PS2 Gakuen Heaven: Boy's Love Scramble    | PlayStation 2                        | NEC Interchannel | 27 de noviembre de 2003  |
| PS2 Gakuen Heaven: Type B                 | PlayStation 2                        | NEC Interchannel | 22 de julio de 2004      |
| PS2 Gakuen Heaven: Okawari                | PlayStation 2                        | NEC Interchannel | 24 de febrero de 2005    |
| PSP Gakuen Heaven: Boy's Love Scramble    | PlayStation Portable                 | Prototype        | 26 de noviembre de 2009  |
| PSP Gakuen Heaven: Okawari                | PlayStation Portable                 | Prototype        | 10 de febrero de 2011    |
| PC Gakuen Heaven 2: Double Scramble       | Windows 8/7/Vista/XP                 | SPRAY            | 11 de julio de 2014      |
| PC Gakuen Heaven: Mixed Edition           | Windows 8/7/Vista/XP                 | SPRAY            | 26 de septiembre de 2014 |
| PSVita Gakuen Heaven: Boy's Love Scramble | PlayStation Vita                     | Prototype        | 11 de febrero de 2015    |
| PSP Gakuen Heaven 2: Double Scramble      | PlayStation Portable                 | Prototype        | 23 de abril de 2015      |
| PSVita Gakuen Heaven 2: Double Scramble   | PlayStation Vita                     | Prototype        | 23 de abril de 2015      |

### Boy's Love Scramble
El jugador juega bajo la perspectiva de Keita Itō, quien inesperadamente recibe una invitación para la famosa Academia Bell Liberty (también conocida como BL Gakuen). Atraído por el prestigio de la escuela, Keita decide aceptar y asistir. Sin embargo, el mismo día de su traslado el puente levadizo que une a la academia con la ciudad, la cual parece estar situada en una especie de isla artificial, se elevó y el autobús en el que viajaba cayó al agua. Afortunadamente, nadie resultó herido, pero el accidente despertó la atención tanto del presidente del consejo estudiantil, Tetsuya Niwa, como del presidente del departamento de tesorería, Kaoru Saiyonji. Algún tiempo después, Keita es guiado hasta su salón de clases, donde conoce a Kazuki Endō, quien amablemente se hace su amigo y le muestra el campus. Keita posteriormente irá conociendo al resto de los estudiantes que destacan en el juego: Yukihiko Naruse, capitán del club de tenis; Kouji Shinomiya, capitán del club de arquería; Takuto Iwai, capitán del club de arte; Shunsuke Taki, un excelente ciclista; el vicepresidente del consejo estudiantil, Hideaki Nakajima y el genio de la informática, Omi Shichijou, así como también el profesor Satoshi Umino. El objetivo del juego es resolver los misterios que rodean la transferencia repentina de Keita a la Academia BL.

### Okawari!
Gakuen Heaven Okawari! (学園へヴン おかわりっ!?) fue lanzado para formato PlayStation 2 el 27 de febrero de 2005. La historia tiene lugar tres meses después de la finalización del primer juego. En esta ocasión, Keita recoge un anillo maldito que le quita su gran habilidad; la buena suerte. Los personajes son los mismos que en el juego original y el objetivo es encontrar una manera de liberar a Keita de la maldición del anillo.

## Media

### Anime
Una adaptación a serie de anime fue emitida en Japón desde el 1 de abril de 2006 hasta el 24 de junio de ese mismo año. Consta de un total de trece episodios, con producción de los estudios Spray, Visual Art's y Tokyo Kids, y fue dirigida por Natsuko Takahashi. Fue estreno en Estados Unidos en enero del 2016 por el canal Toku.

#### Lista de episodios
| #  | Título                                                                                            | Estreno             |
| -- | ------------------------------------------------------------------------------------------------- | ------------------- |
| 1  | «Un estudiante trasladado fuera de temporada» «Kisetsu Hazure no Tenkōsei» (季節はずれの転校生)   | 1 de abril de 2006  |
| 2  | «El cielo que alcanzamos» «Tadoritsuita Hevun» (たどりついたヘヴン)                               | 8 de abril de 2006  |
| 3  | «Carta que circula, sentimientos que vacilan» «Meguri Tegami, Yureru Omoi» (巡る手紙、揺れる想い) | 15 de abril de 2006 |
| 4  | «¡Vapor! Una tormentosa fiesta de bienvenida» «Yukemuri! Haran no Kangeikai» (湯煙！波乱の歓迎会) | 22 de abril de 2006 |
| 5  | «La puerta del cielo» «Hevunzu Doa» (ヘヴンズ・ドア)                                              | 29 de abril de 2006 |
| 6  | «Tiempo de citas» «Dēto Hiyori» (デート日和)                                                      | 6 de mayo de 2006   |
| 7  | «El por qué de la ansiedad» «Fuan no Arika» (不安の在処(ありか)                                   | 13 de mayo de 2006  |
| 8  | «La noche previa a la batalla MPV» «MVP Senzenya» (MVP戦前夜)                                     | 20 de mayo de 2006  |
| 9  | «La flor de acero» «Hagane no Hana» (鋼の花)                                                      | 27 de mayo de 2006  |
| 10 | «La llave de los recuerdos» «Kioku no Kagi» (記憶の鍵)                                            | 3 de junio de 2006  |
| 11 | «La verdad es revelada» «Akasareta Shinjitsu» (明かされた真実)                                    | 10 de junio de 2006 |
| 12 | «Una flor que no se vence ante el viento» «Kaze ni Orenai Hana» (風に折れない花)                  | 17 de junio de 2006 |
| 13 | «Promesa ~Siempre~» «Yakusoku ~Always~» (約束)                                                    | 24 de junio de 2006 |

### Manga
Gakuen Heaven cuenta con cinco adaptaciones a series de manga, todas de los cuales fueron escritas e ilustradas por You Higuri y publicadas por Libre Publishing. Cada volumen se sitúa en un universo alternativo que sigue la relación de Keita con uno de sus posibles intereses románticos. Fueron licenciadas para su publicación en Estados Unidos por la rama yaoi de Tokyopop, BLU. Sin embargo, debido al cierre de Tokyopop en 2011, sólo los tres primeros volúmenes fueron publicados en inglés.